# Kropáčové z Nevědomí
Kropáčové z Nevědomí (polsky Kropacz) byli slezský panský rod. Své jméno si zvolili podle hradu Nevědomí (Niewiadom) nedaleko Rybniku s erbem: tři zkřížené zlaté kropáče, zakončené stříbrnou čepelí, v modrém poli. Vymřeli roku 1572 po meči.

## Historie

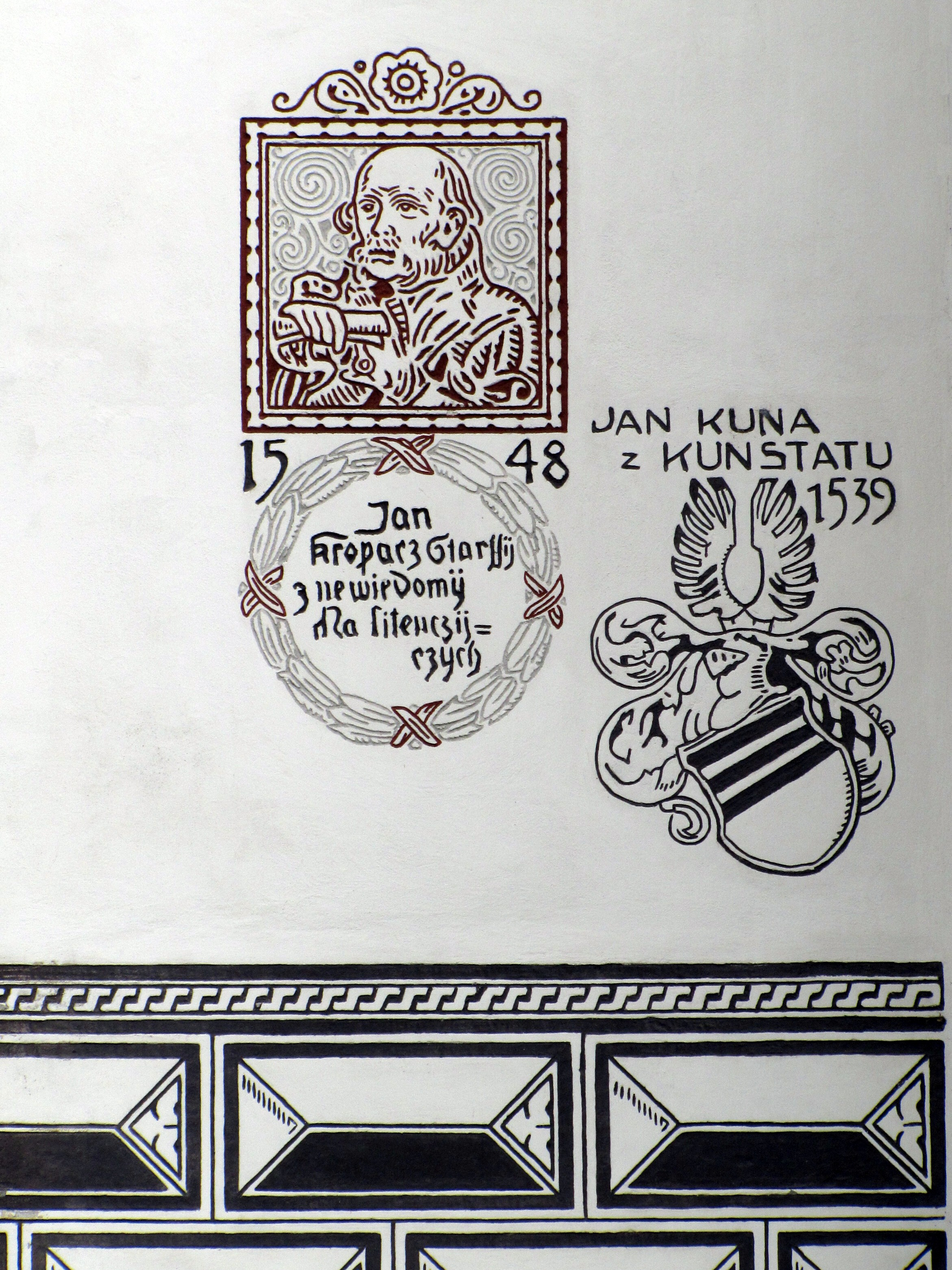
Podobizna Jana Kropáče z Nevědomí na budově zámečku v Kyjově

- Jedním z prvních známých členů rodu byl Václav Kropáč z Nevědomí, dědic na Rybniku v letech 1473–1494.
- V roce 1494 Jan Kropáč z Nevědomí koupil hrad v Bučovicích a ves Marefy, ves Uhřice a ves Soběbřichy. V letech 1511–1512 jeho syn Mikuláš Kropáč z Nevědomí přenechal celý majetek Tasovi z Ojnic.
- V roce 1503 Jindřich Kropáč z Nevědomí koupil panství v Ivanovicích a vybudoval tam vodní pozdně gotickou tvrz (později byla přestavěna na renesanční zámek). Lze předpokládat, že po Jindřichově smrti před rokem 1513 převzal majetek jeho syn Albrecht Kropáč z Nevědomí. Druhý syn Bohuš Kropáč z Nevědomí pobýval v Ivanovicích v letech 1527–1539. Stavební činnost Kropáčů v Ivanovicích připomíná kámen s jejich erbem nad okny na jihovýchodní straně zdejšího kostela.
- Posledním mužským potomkem byl Jan Kropáč z Nevědomí, dědic na Hranicích v letech 1553–1572.

## Příbuzenstvo
Spojili se s Pražmy z Bílkova, Podstatskými z Prusinovic, Vojkovskými z Milhostic či Leskovci z Leskovce.